# مهدوی
در زیر فهرستی از کسانی که نام خانوادگیشان مهدوی است  را مشاهده می‌کنید:
- یحیی مهدوی استاد فلسفه دانشگاه تهران (۱۲۸۷–۱۳۷۹)
- مصلح‌الدین مهدوی، نویسنده و مورخ (۱۲۹۴–۱۳۷۴)
- عبدالرضا مهدوی، نویسنده، مترجم و دیپلمات (۱۳۰۹–۱۳۹۴)
- سید ابوالحسن مهدوی، روحانی و سیاستمدار شیعه (ز. ۱۳۴۱)
- حسین مهدوی، صداگذار و طراح صدا سینما (ز. ۱۳۵۲)
- مهدی مهدوی، بازیکن والیبال (ز. ۱۳۶۲)
- مصطفی مهدوی، بازیکن فوتبال